# Liste de festivals de télévision
 (mars 2025).
Cette page dresse la liste des principaux festivals de télévision, classés par pays.
La liste qui suit ne demande qu'à être complétée.

## Algérie
- Oran : Festival international du film arabe d'Oran[réf. nécessaire]

## Brésil
- Dans plusieurs villes : VerCiência (en)

## Burkina Faso
- Ouagadougou : Festival panafricain du cinéma et de la télévision de Ouagadougou

## Canada
- Banff : Festival international des médias de Banff
- Montréal : MONTRÉAL SÉRIES : https://montrealseries.com/

## Tchéquie
- Brno : Serial Killer (en)

## Écosse
- Édimbourg : Festival international de la télévision d'Édimbourg
- South Uist : Festival des médias celtiques de South Uist

## Espagne
- Vitoria-Gasteiz : FesTVal (en)

## États-Unis
- Los Angeles : ITVFest (en)
- New York : New York Television Festival (en)

## France
- Aix les Bains : Scénaristes en séries (s'est tenu de 2006 à 2011 inclus)[1]
- Cannes : CANNESERIES (Festival International des Séries de Cannes)
- Biarritz : Festival international des programmes audiovisuels de Biarritz
- Fontainebleau : Festival Série Series
- Bagnères-de-Luchon : Festival des créations télévisuelles de Luchon
- Narbonne : Festival International du Film de Fiction Historique
- Lille : Séries Mania, festival international de séries de Lille
- Reims : Rencontres internationales de télévision de Reims
- La Rochelle : Festival de la fiction TV de La Rochelle (déplacé à La Rochelle après s'être tenu à Saint-Tropez)
- Le Touquet-Paris-Plage : Festival international du grand reportage d'actualité et du documentaire de société

## Italie
- Courmayeur : Courmayeur Noir in Festival

## Monaco
- Monte-Carlo : Festival de télévision de Monte-Carlo

## Suisse
- Montreux : Festival de la Rose d'or